# Harmstonia attenuata
Harmstonia attenuata är en tvåvingeart som beskrevs av Robinson 1967. Harmstonia attenuata ingår i släktet Harmstonia och familjen styltflugor. Inga underarter finns listade i Catalogue of Life.